# You Only Move Twice
You Only Move Twice (рус. Ты можешь переехать только дважды) — второй эпизод восьмого сезона мультсериала «Симпсоны». Был впервые показан на канале Fox 3 ноября 1996 года. Эпизод создан по сюжету Грега Дэниелса и содержит три сюжетных линии: семья переезжает в новый город; Гомер находит дружелюбного и сочувствующего начальника; в то же время он не подозревает о том, что последний является настоящим злым гением. Раскрываются вторичные сюжетные линии Барта, Лизы и Мардж. Эпизод был срежиссирован Марком Андерсоном, а написан — Джоном Шварцвельдером.
Название эпизода ссылается на фильм Живёшь только дважды о Джеймсе Бонде и в эпизоде содержится много моментов, пародирующих фильмы о Бонде. Также в фильме эпизодически появляется персонаж, который является отсылкой к Бонду. Рисование второй и третьей сцены в новом городе (Сайпрус-Крике) потребовала от аниматоров создания совершенно новых схем и конструкций. Альберт Брукс, в четвёртый раз появившийся в сериале в качестве приглашённой звезды, озвучил Хэнка Скорпио. Эпизод был хорошо воспринят критиками, к примеру IGN назвала «You Only Move Twice» лучшим эпизодом восьмого сезона.

## Сюжет
Вэйлону Смитерсу предлагают работу в Корпорации Глобекс. Когда он отказывается, предложение работать в Глобекс получает Гомер, следующий в списке работников Спрингфилдской АЭС. Он сообщает семье о том, что на новой работе высокая зарплата, но им придется переехать в Сайпрус-Крик. Сначала Симпсоны отказываются переезжать, но посмотрев рекламный ролик нового города и увидев, что он намного приятней Спрингфилда, соглашаются на переезд. Оставив свой дом, Симпсоны собираются и уезжают из города.
Вскоре после того, как Симпсоны приезжают в свой новый дом, они встречают работодателя Гомера, Хэнка Скорпио. Скорпио, который очень любезен по отношению к Симпсонам и кажется идеальным боссом, вскоре становится другом Гомеру. После предоставления Гомеру тура от компании Глобекс Скорпио говорит, что работа Гомера будет заключаться в мотивации сотрудников компании. Тем временем Барт начинает посещать школу Сайпрус-Крика и постепенно понимает, что стандарты его нового класса намного выше, чем стандарты Спрингфилда. Когда новый учитель узнаёт, что Барт не может читать текст курсивом, то отправляет его в подготовительный класс для исправления положения. Лиза идёт прогуляться на природе и обнаруживает, что у неё аллергия на все растения Сайпрус-Крика. Мардж пытается вести свою повседневную работу, однако дом делает всё автоматически, из-за чего Мардж начинает хандрить и пить вино.
Гомер отлично справляется со своей работой, хорошо мотивируя свою команду, но через несколько дней замечает, что они перегружены. Он принимает решение купить им на работу гамаки и спрашивает Скорпио, где он может приобрести их. Скорпио начинает рассказывать Гомеру про «район гамаков», однако прерывает свой рассказ из-за некоторых неотложных дел. Он поворачивается к экрану и начинает угрожать Совету Безопасности ООН, заявив, что у него имеется «апокалиптическое устройство» и что у ООН есть 72 часа на то, чтобы «доставить золото». Затем Скорпио взрывает мост Куинсборо. Несмотря на то, что Гомер был в той же комнате, что и Скорпио, он не замечает коварных планов Хэнка.
Вечером, когда семья собирается на ужине, Гомер с гордостью рассказывает о своих успехах на работе, вскоре обнаруживая, что Симпсоны ненавидят Сайпрус-Крик и хотят вернуться в Спрингфилд. Удручённый, Гомер решает посетить Скорпио в штаб-квартире компании Глобекс. Его визит в компанию совпадает с нападением на здание армии США, однако Гомер не замечает происходящего вокруг. Скорпио говорит Гомеру, что он должен сделать то, что лучше для его семьи, в то же время прося его убить кого-то на выходе. В то время как Гомер понуро уходит, Скорпио берёт огнемёт и нападает на войска.
На следующий день семья возвращается в Спрингфилд и узнает, что Скорпио удалось захватить контроль над Восточным побережьем. Гомер, который ранее говорил Скорпио о мечте получить Даллас Ковбойз, разочаровывается, когда в подарок от своего бывшего босса получает команду Денвер Бронкос, неумело практикующуюся на лужайке перед домом Симпсонов.

## Производство
Оригинальная история эпизода происходит от идеи Грега Дэниелса и сценаристов, придумавших три основных сюжетные линии. Первая связана с перемещением семьи Симпсонов из Спрингфилда в Сайпрус-Крик, которой авторы первоначально надеялись обмануть зрителя, заставив его думать, что в этот раз они переезжают навсегда. В результате они попытались проработать несколько символов для первой линии, чтобы казалось, что семья действительно уезжает из города. Вторая линия: Гомер получает новую работу для сотрудников с детьми, начальника типа Кремниевой долины, который является противоположностью мистеру Бёрнсу. Третья линия: несмотря на дружественное отношение к Гомеру, его новый босс является суперзлодеем в стиле Эрнста Ставро Блофельда. Этот элемент должен был быть фоновым, так как Гомер по сценарию не должен замечать этого.
Авторы стремились дать каждому члену семьи свою собственную историю. Активно сценаристами обсуждалась история о развитии у Мардж алкоголизма, потому что они оценили эту часть эпизода как достаточно депрессивную. Первоначально у этой сцены был другой вариант с участием Дедушки Симпсона, которого оставили в Спрингфилде получающим записанные заранее телефонные звонки. Сюжет был показан четыре раза, а позже временно был вырезан, но затем снова включен в DVD-релиз восьмого сезона. На протяжении большего периода производства Сайпрус-Крик назывался «Эмеральд-Кэвернс» (рус. «изумрудные пещеры»), но имя города было изменено, так как сценаристы нашли название «Сайпрус-Крик» (рус. «кипарисовый ручей») более напоминающим «Кремниевую долину».
Сценаристы шоу не слишком беспокоились о совершенствовании сюжетной линии Скорпио, так как они знали, что Брукс сможет переделать персонажа или свободно придумать что-нибудь новое. Целые куски реплик Скорпио, как и его речь о гамаках, являются импровизацией Брукса, а не идеей сценаристов. Дэн Кастелланета описал, как после того, как он подготовил кое-что для ответа Гомера на одну из новых сюжетных линий Скорпио, сделанных Бруксом, последний в следующем дубле придумывал совершенно другую реплику. Джош Вайнштейн отметил, что реакция Гомера была такой же, как у любого работающего с Альбертом Бруксом. В целом, запись реплик Брукса составила около двух часов. Брукс также озвучивал Раса Каргилла в полнометражном фильме «Симпсоны в кино», тоже «около недели»; первоначально он должен был вновь сыграть Скорпио, но продюсеры посчитали, что создание нового персонажа было бы более хорошей идеей.

## Культурные отсылки
Финальная сцена в «Глобекс» содержит несколько отсылок на действия в фильмах о Джеймсе Бонде. Название фильма и многие сцены являются отсылками к фильму Живёшь только дважды, а также есть аллюзия по отношению к фильму Вид на убийство. Персонаж, созданный на основе Бонда Шона Коннери, был схвачен Гомером и убит после пародии на сцену с лазером из «Голдфингера». Миссис Гудфингс из пародийного фильма о Джеймсе Бонде Казино «Рояль» появляется в эпизоде, атакуя персонажа, похожего на генерала армии США Нормана Шварцкопфа.